# HD 20868 b
HD 20868 b是一顆位於天爐座的太陽系外行星，距離地球約159光年，母恆星是視星等10等的K型次巨星HD 20868。該行星的質量下限是木星的1.99倍，與母恆星平均距離0.947天文單位，軌道週期380.85日或12.5個月，軌道離心率0.75，是已知軌道離心率最高的系外行星之一。它和母恆星距離最近是0.237天文單位，最遠則是1.66天文單位。
該恆星於2008年10月26日由 Moutou 等人以智利拉西拉天文台ESO 3.6米望遠鏡的高精度徑向速度行星搜索器發現。

## 外部連結
- . Exoplanets.   [2013-02-20]. （原始内容存档于2012-03-04）.